# Lampertheim Station

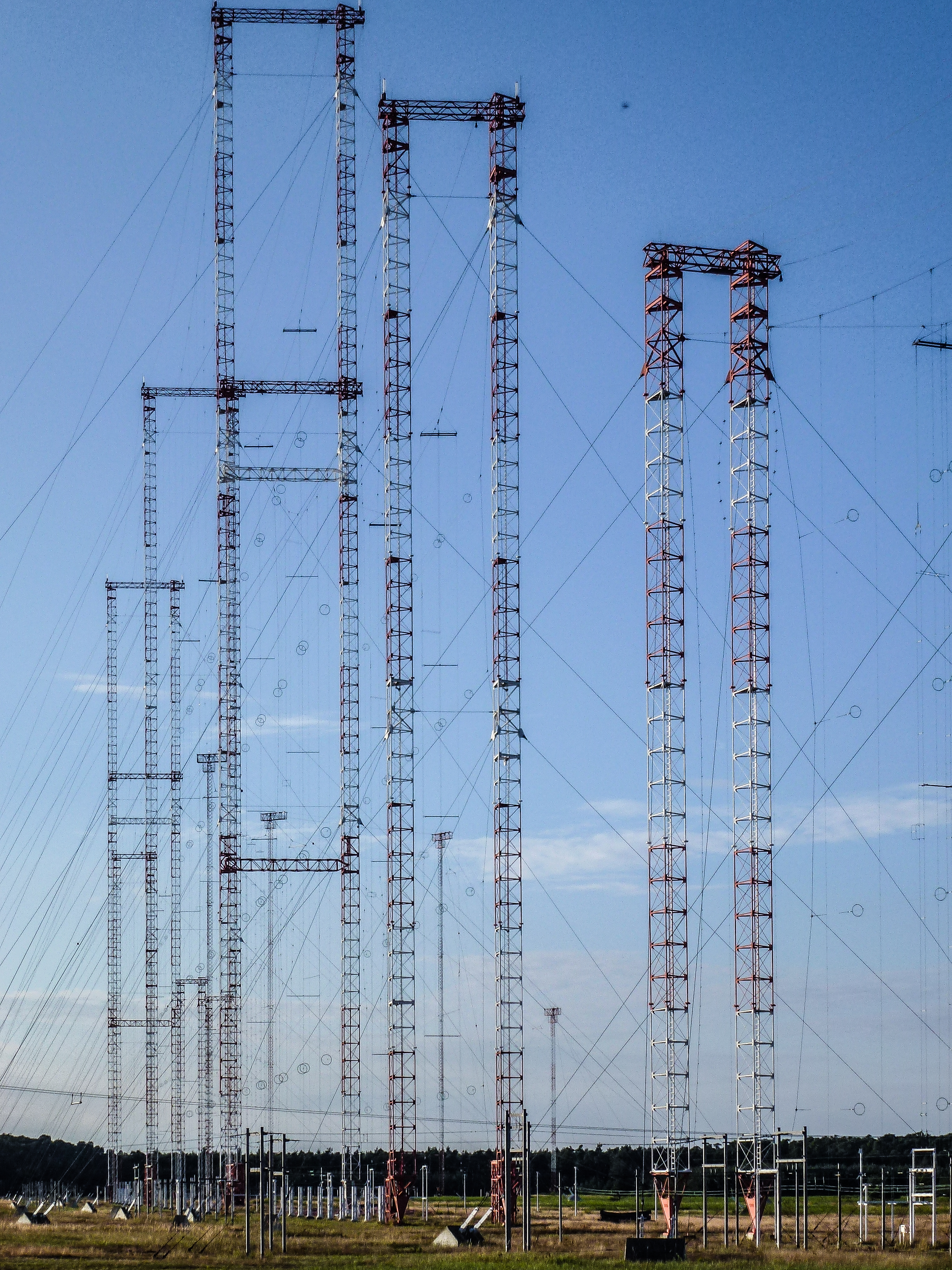
Kurzwellensendeanlage vom International Broadcasting Bureau (USA) bei Lampertheim, die für die Ausstrahlung der Programme des Radio Free Europe/Radio Liberty verwendet wird.

Lampertheim Station ist eine Sendestation des International Broadcasting Bureau östlich von Lampertheim. Zu den Programmen zählen Voice of America (für Afrika und Osteuropa), Radio Free Europe und Radio Liberty (beide für osteuropäische und zentralasiatische Staaten) sowie Radio Farda (für den Iran).